# 보라양쥐돔
보라양쥐돔은 퍼플 탱(Purple tang) 또는 옐로테일 탱(Yellowtail tang) (학명: Zebrasoma xanthurum)이라고도 부르는 양쥐돔과의 reef surgeonfish의 종이다. 이것은 동물학자 에드워드 블리스에 의해 1852년에 먼저 설명되었다.

## 설명
최대 25 cm (9.8 in) 가까운 길이로 자란다. 그들의 몸은 노란 꼬리를 지닌 보라색이다. 머리는 검은 점으로 덮혀 있고, 검은 수평선이 어떤 표본의 몸의 옆에 나있다. 그들의 몸의 가운데는 가끔 몸의 나머지 부분에 보라색 계통의 어두운 색이다. 대부분의 표본에서, 그들의 가슴 지느러미의 끝은 노랑이다.